# مایکوباکتریوم مارینوم
مایکوباکتریوم مارینوم (نام علمی: Mycobacterium marinum) نام یک گونه از سرده مایکوباکتریوم است.